# Phường 11, Quận 3
Phường 11 là một phường cũ thuộc Quận 3, Thành phố Hồ Chí Minh, Việt Nam.
Phường 11 có diện tích 0,47 km², dân số năm 2021 là 22.641 người,  mật độ dân số đạt 48.172 người/km².